# Tremblois-lès-Rocroi
Tremblois-lès-Rocroi ist eine französische Gemeinde mit 156 Einwohnern (Stand: 1. Januar 2022) im Département Ardennes in der Region Grand Est (bis 2015 Champagne-Ardenne). Sie gehört zum Arrondissement Charleville-Mézières, zum Kanton Rocroi und zum Gemeindeverband Vallées et Plateau d’Ardenne. Mit 1,64 km² ist sie die flächenmäßig kleinste Gemeinde des Kantons Rocroi und die Drittkleinste des Départements Ardennes.

## Geografie
Die Gemeinde liegt im 2011 gegründeten Regionalen Naturpark Ardennen. Umgeben wird Tremblois-lès-Rocroi von den Nachbargemeinden Sévigny-la-Forêt im Norden, Le Châtelet-sur-Sormonne im Osten, Laval-Morency im Süden und Südwesten sowie Chilly im Westen.

## Geschichte
Während des Französisch-Spanischen Krieges (1635–1659) wurde der Ort in der Schlacht bei Rocroi am 19. Mai 1643 niedergebrannt.

## Bevölkerungsentwicklung
| Jahr                       | 1962 | 1968 | 1975 | 1982 | 1990 | 1999 | 2007 | 2018 |
| Einwohner                  | 144  | 153  | 153  | 198  | 168  | 167  | 158  | 155  |
| Quellen: Cassini und INSEE |      |      |      |      |      |      |      |      |

## Sehenswürdigkeiten

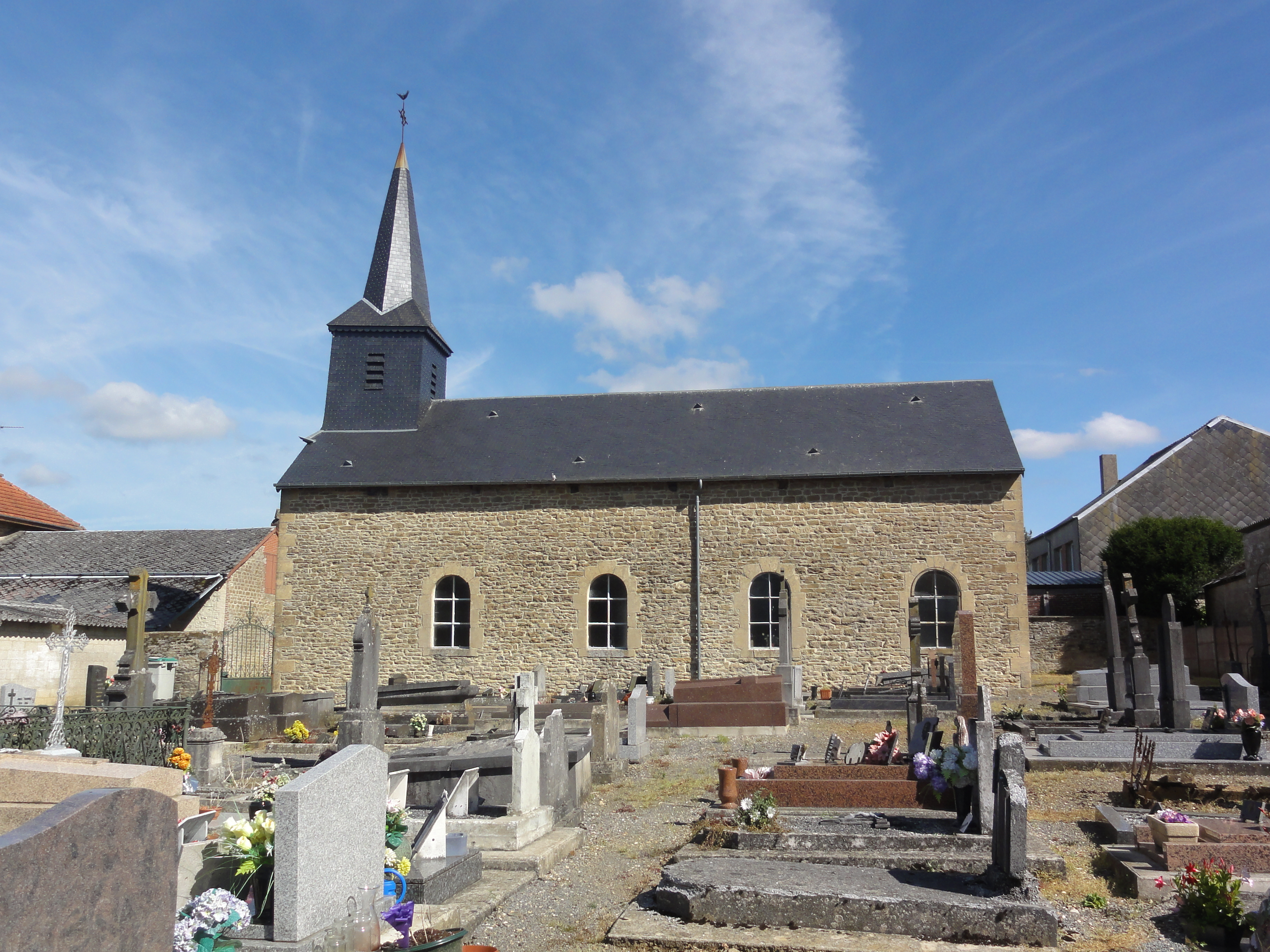
Kirche Saint-Luc

- Kirche Saint-Luc